# Das Schiff ohne Hafen
Das Schiff ohne Hafen ist ein deutscher Abenteuer- und Kriminalfilm von und mit Harry Piel aus dem Jahre 1932.

## Handlung
Klaus Hansen gehört der Seepolizei an, die an der deutschen Nordseeküste ihren Dienst tut. Nachdem er soeben die Sängerin Kitty Korff geheiratet hat, geht das Ehepaar auf Hochzeitsreise. Als er aus der Zeitung erfahren muss, dass ein Kollege, der zugleich Trauzeuge war, bei der Verfolgung eines unbekannten Schiffes ums Leben kam, beschließt Hansen heimzukehren. Dieses ominöse Schiff, das mittlerweile nur noch als „Gespensterschiff“ bezeichnet wird, da es in keinem Hafen registriert ist, bereitet der Polizei wie auch den Fischern, die schon das eine oder andere Mal von ihm ohne Rücksicht auf Verluste gerammt worden sind, immer mehr Probleme.
Ein Zigarettenetui, das Hansen seinem Kollegen Martin nach seiner Rückkehr schenkt, wird bald einige Bedeutung bei der Auflösung dieses merkwürdigen Falles spielen. Einige Tage später sieht Hansen ebendieses Etui bei einer früheren Freundin, Lilly Steffens, wieder. Offensichtlich ist diese Dame in die Machenschaften der Besatzung des Geisterschiffes involviert, wurde Martin doch dieses Etui bei einem Überfall durch Angehörige der Schiffsbesatzung gestohlen. Seitdem ist Martin verschwunden. Lillys derzeitiger Geliebter, Jochen Hübner, hat das Etui seiner Flamme offensichtlich geschenkt. Dieser Hübner ist eine dubiose Figur: Er hat als Einziger den Untergang eines Schiffes überlebt, das mit Gold beladen war. Seine Rettung wurde nie publik, nun will er mit seiner Bande den fremden Schatz bergen und sich seiner bemächtigen.
Durch Hübners mangelnde Vorsicht beim Verschenken des Etuis weiß Hansen nun, dass etwas mit diesem Hübner nicht stimmen kann. Mittels eines Telefonanrufs, den Klaus Hansen mit dem in den Händen der Schiffsbande befindlichen Martin führt, soll Klaus in eine Falle gelockt werden, aus der er nicht mehr herauskommt. Doch Martin gibt ihm noch während des Telefonats einen versteckten Warnhinweis, aus dem Hansen wichtige Schlüsse ziehen kann. Er dreht jetzt den Spieß um und stellt nunmehr Hübner eine Falle: Er will, dass Hübner ihn zu dessen Bande auf das unheimliche Schiff ohne Hafen bringt. Hübner wird daraufhin offiziell verhaftet, kann aber, so wie es Hansen geplant hat, mit Hilfe eines „bestochenen“ Polizisten während der Fahrt ins Untersuchungsgefängnis entfliehen. Nun heftet sich Hansen in wilder Verfolgungsjagd an Hübners Fersen, bis er zum Schiff der modernen Piraten gelangt. Hansen befreit Martin, doch die Gangster wollen beide nicht ohne weiteres ziehen lassen. Als sich die Kollegen mit ihren Polizeibooten dem Schiff nähern, kommt es zu einer heftigen Schießerei. Schließlich kann die Bande dingfest gemacht werden.

## Produktionsnotizen
Das Schiff ohne Hafen, auch bekannt unter dem Titel Das Gespensterschiff, wurde komplett im November 1932 gedreht. Die Außenaufnahmen entstanden in Bremerhaven und auf dem Segelschulschiff „Bremen“, einer Bark, sowie in Berlins Wintergarten; die Innenaufnahmen in den D.L.S.-Ateliers in Berlin-Staaken. Die Uraufführung fand am 22. Dezember 1932 im Berliner Titania-Palast statt.
Die Filmbauten stammen von Willi A. Herrmann. Eigil Wangøe arbeitete bei dieser Produktion als Standfotograf. Den Ton besorgte Erich Lange.
Komponist Fritz Wenneis hatte auch für die musikalische Leitung und lieferte obendrein die Gesangstexte. Die Musiktitel lauteten „Führ‘ mich der Liebe entgegen“, „Hoch sind die Anker, die Segel voller Wind“ und das Matrosenlied „Schön und verwegen ist das Seemannsleben“.

## Kritik
Die Österreichische Film-Zeitung schrieb: "Mit dem Film „Das Schiff ohne Hafen“ bringt Harry Piel neuerlich einen außerordentlich spannenden Abenteurerfilm. Er erhält seinen Stimmungsgehalt aus der bewegten, kraftvollen Atmosphäre der See, von Schiffen, Masten, Hafen, Gefahren und seltsamen Erlebnissen. (…) Auch diesmal ist Harry Piel, wie immer, sein eigener Regisseur, als Schauspieler ist er von möglichster Einfachheit und vermeidet alle Uebetreibungen. (…) Eine besondere Sensation des Films ist das phantastische Autorasen durch Bremerhaven."